# Miguel Albuquerque
Miguel Filipe Machado de Albuquerque (ur. 4 maja 1961 w Funchal) – portugalski polityk, prawnik i samorządowiec, w latach 1994–2013 burmistrz Funchal, od 2015 przewodniczący rządu Madery.

## Życiorys
Ukończył studia prawnicze na Uniwersytecie Lizbońskim. W 1986 rozpoczął praktykę w zawodzie adwokata. Działacz centroprawicowej Partii Socjaldemokratycznej. W latach 80. przewodniczył jej organizacji młodzieżowej JSD na Maderze. Kierował również fundacją zarządzającą partyjnymi aktywami w regionie. Wszedł w skład regionalnego parlamentu Madery.
We wrześniu 1994 objął urząd burmistrza miejscowości Funchal, który sprawował do października 2013. W grudniu 2014 wygrał wybory na przewodniczącego PSD na Maderze. W kwietniu 2015 zastąpił Alberta João Jardima na stanowisku przewodniczącego rządu Madery.
We wrześniu 2019 wybrany ponownie do regionalnego parlamentu, a w kolejnym miesiącu do Zgromadzenia Republiki (zrezygnował jednak z jego objęcia). PSD utraciła większość w parlamencie Madery, jednak zawarła koalicję z Partią Ludową. Miguel Albuquerque uzyskał dzięki temu większość pozwalającą mu na dalsze pełnienie funkcji przewodniczącego rządu tej wyspy.
Mandat deputowanego utrzymał także w 2023. Pozostał na czele regionalnego gabinetu tworzonego przez PSD i PP, większość w parlamencie zapewniło porozumienie z posiadającą 1 przedstawiciela partią Pessoas-Animais-Natureza. W 2024 doszło do kolejnych wyborów regionalnych, w których również został wybrany na posła. Otrzymał następnie po raz kolejny nominację na stanowisko przewodniczącego rządu Madery. Jego nowy gabinet w tym samym roku przegrał głosowanie nad wotum nieufności. Skutkowało to przedterminowymi wyborami w 2025; Miguel Albuquerque uzyskał w nich poselską reelekcję, a PSD i ludowcy zdobyli większość mandatów. Wkrótce po wyborach ugrupowania te zawarły porozumienie koalicyjne, co pozwoliło Miguelowi Albuquerque pozostać na czele regionalnego rządu.
Zajął się także ogrodnictwem, specjalizując się w uprawie róż. Działacz organizacji branżowych, w tym Światowej Federacji Towarzystw Różanych. Autor publikacji książkowych, m.in. Funchal, sobre a Cidade – Colectânea de artigos publicados na imprensa (1996), Espelho Múltiplo – Política e Modernidade (1999) i Roseiras Antigas de Jardim (2006).